# Garden Route
Garden Route er et område langs den sydlige kyst af Sydafrika i provinsen Western Cape. Det strækker sig fra Mossel Bay til Storms River langs hovedvej N2 og inkluderer byer som Mossel Bay, George, Knysna, Oudtshoorn, Plettenberg Bay og Nature's Valley.
Området har et maritimt klima med moderat varme somre og milde til kølige vintre. Det er et af områderne med mest nedbør i Sydafrika, især i vintermånederne med de fugtige søvinde fra det Indiske Ocean.
Garden Route ligger mellem bjergene Outeniqua og Tsitsikamma i nord og det Indiske Ocean i syd. Skovene i bjergene har en unik blanding af Kaplandets stedsegrønne småbuske, de såkaldte fynbos (afrikaans for fine buske) og tempererede regnskove. Dette giver udflugtsmuligheder og aktiviteter for økoturisme. Der findes næsten 300 forskellige fuglearter her. I bjergene nær Oudtshoorn ligger de imponerende grotter, Cango Caves, som trækker mange turister til området.
Der er ti naturreservater i området i tilgift til nogle unikke maritime reservater, hvor der findes koralrev og hvor der er delfiner, sæler og en mængde andre havdyr. Forskellige bugter langs Garden Route er ynglested for den truede sydlig rethval, som kommer for at kælve om vinteren og foråret (juli til december).
Et område på 698.363 hektar blev i 2017 udpeget til biosfærereservat under UNESCOs Man & Biosphere program.